# Karl Pflaumer
Karl Pflaumer, född 27 juli 1896 i Rauenberg, död 3 maj 1971 i Rastatt, var en tysk nazistisk politiker och SS-general. Han var ledamot av den tyska riksdagen och inrikesminister i Baden.

## Befordringshistorik
| Karl Pflaumers befordringshistorik | Karl Pflaumers befordringshistorik |
| Datum                              | Tjänstegrad                        |
| ---------------------------------- | ---------------------------------- |
| augusti 1915                       | Leutnant der Reserve               |
| 2 februari 1920                    | Oberleutnant der Reserve           |
| 12 april 1920                      | Polizeileutnant                    |
| 1 april 1922                       | Polizeioberleutnant                |
| oktober 1929                       | SA-Standartenführer                |
| 15 maj 1933                        | SS-Standartenführer                |
| 9 september 1934                   | SS-Oberführer                      |
| 20 april 1940                      | SS-Brigadeführer                   |

## Utmärkelser
Karl Pflaumers utmärkelser
- Järnkorset av första klassen
- Järnkorset av andra klassen
- Tilläggsspänne till Järnkorset av första klassen
- Tilläggsspänne till Järnkorset av andra klassen
- Såradmärket i svart
- Ärekorset
- Landesorden
- SS Hederssvärd
- SS-Ehrenring (Totenkopfring)